# Schoenobius immanis
Schoenobius immanis là một loài bướm đêm trong họ Crambidae.